# 힐러리 클린턴
힐러리 다이앤 로댐 클린턴(영어: Hillary Diane Rodham Clinton, 문화어: 힐라리 클린톤, 1947년 10월 26일 ~ )은 미국의 정치인이다. 영부인으로서 남편인 빌 클린턴 대통령 재직 중에 활발한 활동을 하며 관심을 모았다. 남편의 임기 말에는 뉴욕주 상원의원으로 선출되었고 이후 오바마 행정부에서 제67대 국무장관을 역임하였다.
빌 클린턴의 대통령 임기 말인 2000년 연방 상원의원으로 선출되어 2001년부터 2009년까지 재직했다. 민주당의 유력한 2008년 대통령 선거 후보였으나, 2008년 6월 3일 같은 당 소속의 버락 오바마에게 경선에서 간발의 차로 석패했다.
버락 오바마의 대통령 당선 직후 국무장관으로 지명되었고, 2009년 1월 13일 상원의 인준 절차를 통과했으며, 2009년 1월 21일에 공식 취임하여 활동하다가 2012년 대통령 선거에서 버락 오바마가 연임에 성공하면서 2013년 초에 퇴임하였다.
2016년 7월 26일, 민주당의 2016년 대통령 선거 후보로 지명되어 미국 주요 정당 사상 첫 여성 대선 후보가 되었다. 이후 11월 8일 치러진 선거에서 득표수는 앞섰으나, 선거인단에서 밀려 공화당 후보 도널드 트럼프에게 패배하였다.

## 어린 시절

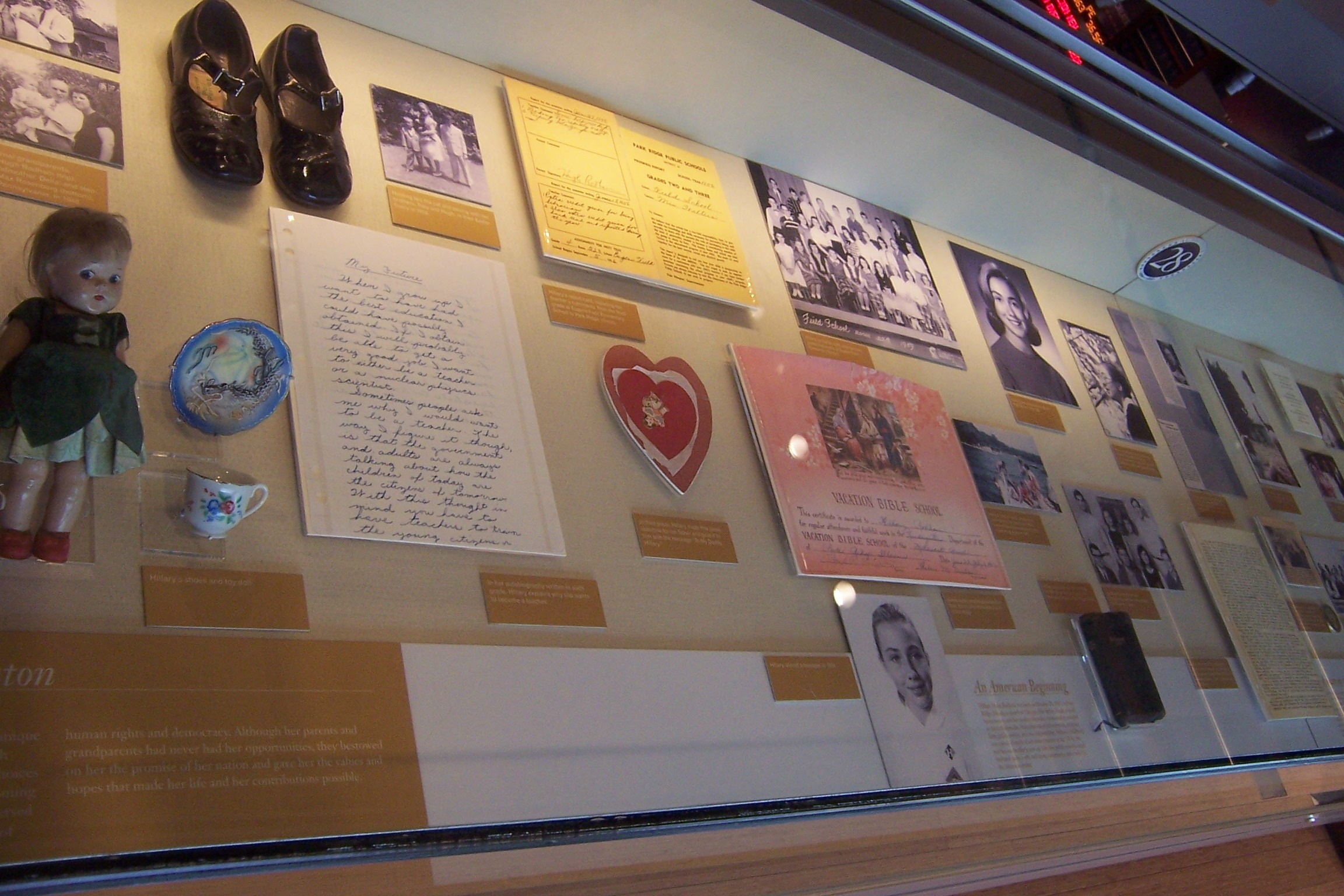
윌리엄 J. 클린턴 센터에 있는 힐러리의 초기 생애 기념물

1947년 10월 26일 일리노이주 시카고에서 아버지 휴 엘즈워스 로댐(Hugh Ellsworth Rodham, 1911년 ~ 1993년)과 어머니 도러시 하월 로댐(Dorothy Howell Rodham, 1919년 ~ 2011년) 사이에서 태어났다. 아버지는 웨일스 이민자 후손으로, 펜실베이니아주 스크랜턴 출신이며, 시카고 시내에서 작은 사업체를 운영했다. 힐러리가 3살 때 가족은 시카고 교외의 파크리지로 이주했으며, 힐러리는 그 곳에서 두 남동생과 함께 성장하였다. 힐러리는 파크리지의 평범한 가정에서 평화롭게 성장했으며, 메인이스트 고등학교를 상위권 성적으로 졸업했다. 파크리지에서 힐러리는 그의 아버지나 파크리지의 다수의 다른 사람들과 마찬가지로 공화당에 호감을 가졌으며, 나이가 아직 어려 선거권은 없었지만 1964년 대통령 선거에서 공화당의 보수주의자 대통령 후보인 배리 골드워터를 지지하였다.

### 학창 시절
고등학교를 졸업한 힐러리는 1965년 매사추세츠주의 사립 여자대학인 웰즐리 대학교에 입학하여 정치학을 전공하였다. 여기서 청년 공화당 단체에 잠시 몸담았으나 당시 민권운동과 베트남 전쟁에 대한 시각 차이로 차츰 공화당과 일정한 거리를 두게 되었다. 1968년 여름, 공화당의 하원의원 밑에서 인턴으로 일했으며, 대통령 선거 공화당 전당대회에서도 업무 보조를 했으나, 이를 계기로 힐러리의 마음은 더욱 공화당을 떠나게 되었다. 이 선거에서는 민주당의 유진 매카시 후보를 심적으로 지지했다. 1968년 가을, 졸업반 학생으로 웰즐리 학생회 회장으로 당선되었다. 1969년 우수한 성적으로 졸업하여 졸업식 때 대표 연설을 하였다. 힐러리는 이 때 상투적인 졸업 연설 대신 여성·흑인민권문제 등에 진보적인 입장을 피력하면서 라이프 지에 소개되는 등 언론의 주목을 받은 바 있다.
웰즐리 대학교 졸업 후 코네티컷주 뉴헤이번에 있는 예일 로스쿨에 입학했으며, 그곳에서 예일 로저널(Yale Law Journal)의 편집위원으로 활동하였다. 1971년 같은 예일 로스쿨 학생이던 아칸소주 출신의 빌 클린턴을 도서관에서 만나 교제하기 시작하였다. 그들은 연애하면서 여행도 함께 다니고 같은 집에서 살기도 했다. 힐러리는 빌보다 한 학년 선배였어서 1972년 졸업예정이었으나 빌의 졸업 때까지 1년간 같이 지내기 위해 졸업을 1973년으로 미뤘다. 한편 힐러리는 1972년 여름방학 중 텍사스주로 건나가 대통령 선거에 민주당 후보로 출마한 조지 맥거번을 위한 선거운동에 적극적으로 참여하였다. 이 선거운동은 좋은 성과를 내지 못해, 맥거번은 텍사스 주에서 리처드 닉슨 대통령에게 크게 패했다. 1973년 여름 예일 로스쿨을 졸업하고 법무박사(J.D.) 학위를 받았으며, 졸업 후에 잠시 예일 어린이 연구 센터에서 연구를 하여 어린이와 법에 대한 학술 논문을 1973년에 발표하였다.

## 초기 경력
로스쿨 졸업 후 변호사를 희망하던 힐러리는 컬럼비아 특별구(워싱턴 D.C.)와 아칸소주의 변호사 시험을 쳤는데, 컬럼비아 특별구에서는 낙방하고 아칸소 주에서는 합격하여 아칸소 주의 변호사 자격을 얻었다. 한편 아동 보호와 인종 문제에 관심을 가지던 그는, 졸업 후 명망있는 여성 흑인 변호사인 매리언 라이트 에델먼이 이끄는 어린이 보호기금(Children's Defense Fund, CDF)에서 일하기 시작했다. CDF에서 일한지 얼마 지나지 않아, 리처드 닉슨 대통령과 연관된 워터게이트 사건이 드러났고, 닉슨 대통령에 대한 탄핵이 추진되었다. 남자친구 빌 클린턴이 연방 하원의원 법제사법위원회의 탄핵 조사단에서 일할 젊은 법률가로 추천되었으나, 1974년 아칸소 주에서 연방 하원의원 선거에 출마할 예정이었기 때문에, 빌은 여자친구인 힐러리를 추천했다. 이에 따라, 힐러리는 1974년 1월부터 법사위 탄핵 조사단 조사위원으로 일했다. 힐러리는 조사위원으로 일하면서 종종 바쁜 일과를 쪼개 아칸소 주로 내려가 빌 클린턴의 선거운동을 도왔다.
탄핵 조사위원으로 일하던 중, 1974년 8월 9일, 닉슨 대통령이 전격적으로 사임을 발표했고, 이에 따라 탄핵 조사위원으로서의 임무도 종료되었다. 한편, 아칸소 주에서 선거운동을 하던 빌 클린턴은 힐러리를 아칸소 대학교 로스쿨 교수로 추천해놓은 상태였다. 갑작스럽게 실업자가 된 힐러리는 빌 클린턴이 추천해놓은 교수 자리에 관심을 갖게 되었다.

## 아칸소주 시절

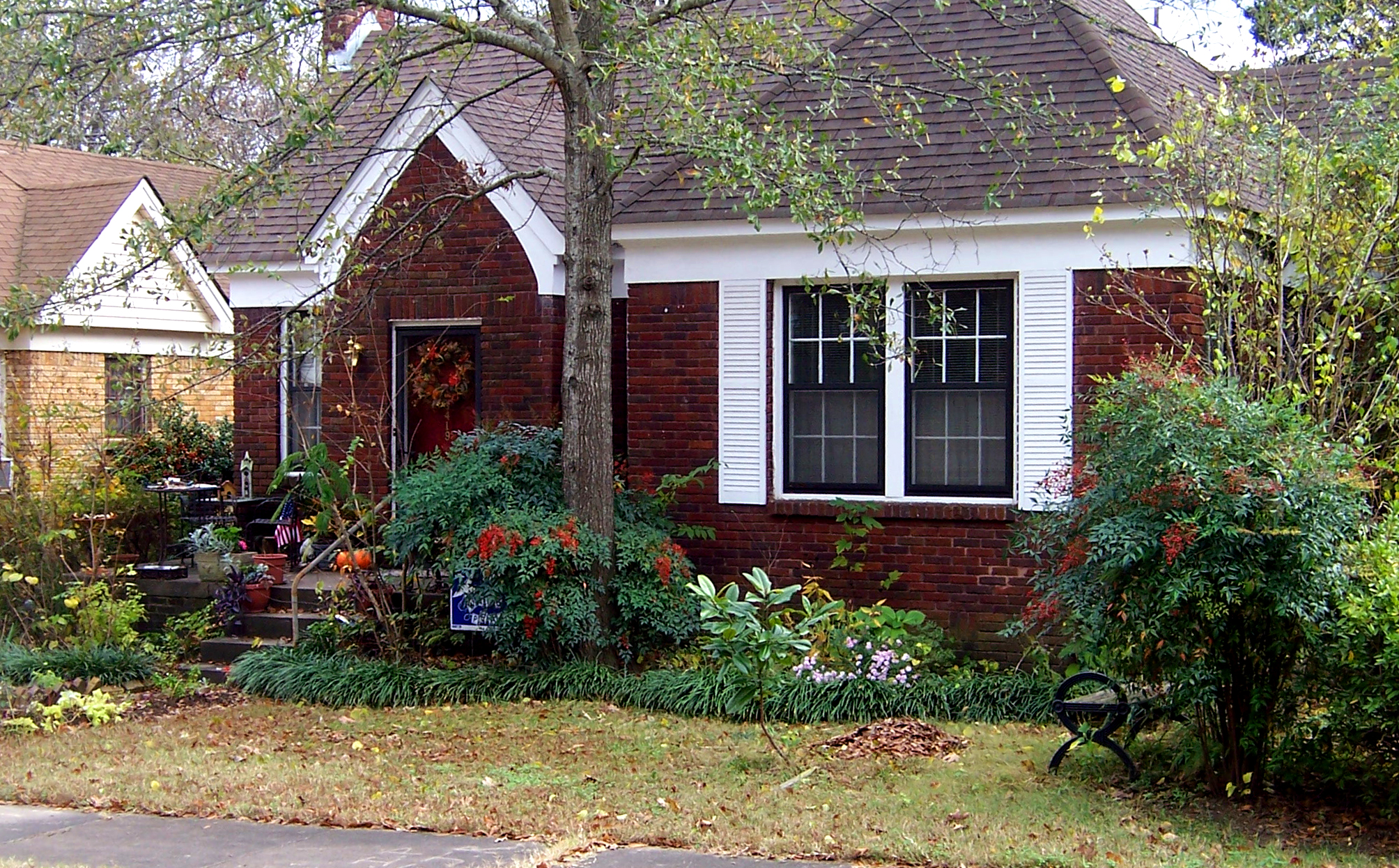
남편 빌 클린턴이 아칸소주 법무장관으로 지내는 동안 클린턴 부부가 살던 저택

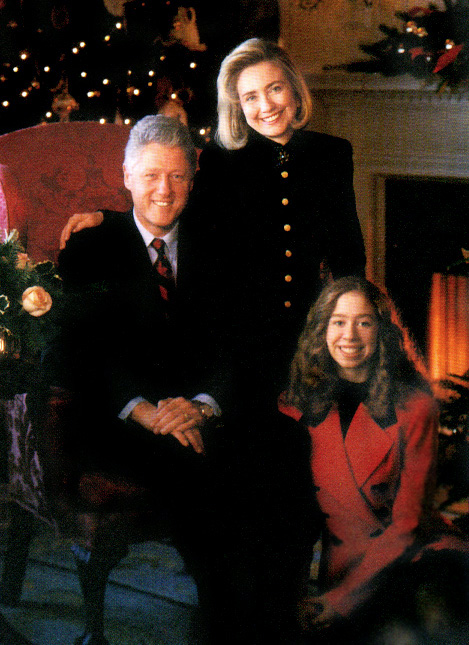
클린턴 가족(왼쪽이 빌, 오른쪽 위가 힐러리, 아래가 첼시)

탄핵조사위원회 활동이 종료되면서, 힐러리는 아칸소주로 내려가기로 결정하였다. 예일 로스쿨 학벌에 닉슨 탄핵조사위원회에서 일한 경력만으로도 힐러리는 뉴욕이나 워싱턴 D.C.의 일류 로펌에서 대우를 받으며 일할 수 있는 기회를 잡을 수 있는데도 단지 사랑하는 사람이 있다는 이유로 아칸소 주로 가는 것에 대해 주변에서는 경력에 도움이 되지 않을 것이라고 걱정을 했다. 그러나 힐러리는 아칸소 주로 향했고, 페이엇빌의 아칸소 대학교 로스쿨에서 1974년 가을 학기부터 학생들을 가르쳤다. 이때부터 힐러리는 남편이 대통령에 당선되어 백악관에 들어갈 때까지 20년 가까이 아칸소 주에 거주하며 활발히 경력을 쌓게 된다.
힐러리가 법대에서 학생들을 가르칠 때 빌 클린턴은 11월에 치러지는 연방 하원의원 선거에 민주당 소속으로 도전하고 있었다. 빌 클린턴은 30세가 채 안된 미천한 경력으로도 나름대로 선전하며 근소한 차이로 선거에서 패했다.
그 이듬해 빌 클린턴도 아칸소 대학교 로스쿨 교수로 복귀하였다. 빌과 힐러리는 함께 대학 교수로 일하며 계속 사랑을 키워 나가면서 마침내 1975년 10월 11일에 결혼식을 올렸다. 그녀는 결혼 후에도 남편 성을 따르지 않고 로덤 성씨를 계속 쓰기로 하였는데, 이는 당시 보수적인 남부 지방에서는 논란의 대상이 될 만한 행동이었다.
1976년, 남편 빌 클린턴은 연방 하원의원 대신 아칸소주 검찰총장 선거에 출마하기로 하였다. 한편, 힐러리는 대통령 선거의 지미 카터 선거운동원으로 인디애나주로 잠시 건너가 인디애나주 민주당 선거운동 책임자로 일했다. 이 선거에서 지미 카터는 인디애나 주에서는 패했으나, 전국적으로 승리하여 대통령으로 선출되었고, 빌 클린턴은 비교적 쉽게 아칸소주 검찰총장 선거에 당선되었다. 클린턴이 주 검찰총장이 되면서, 부부는 아칸소 대학교의 일을 그만두고 1977년 초, 주도 리틀록으로 이주하였다. 리틀록으로 옮긴 힐러리는 아칸소 주에서 가장 유명한 로펌인 로즈 법률회사에서 일하기 시작했다. 동시에 어린이 보호 재단인 "어린이와 가족들을 위한 아칸소 대리인협회"의 공동발기인이 되었으며 카터 대통령이 법적지원재단의 이사로 임명되어 1981년까지 일하였다. 그녀는 최초의 여성 회장이었으며 초기 9천만 달러였던 재단예산은 그녀의 임기 동안 3억 달러로 늘어났다.
1978년에는 남편 클린턴이 주지사 선거에 출마하여 당선되었다. 1979년 초, 아칸소주 역사상 최연소로 주지사로 선출된 남편은 그녀를 농촌지역건강지원위원회의 회장으로 임명하였다. 이때 의료혜택을 받지 못하던 아칸소의 가난한 지역들의 의료시설 확충을 위해 노력하여 연방예산을 따내는 실적을 올렸다.
1979년 로즈 법률회사의 공동파트너 변호사로 승진하였으며 클린턴이 대통령이 되어 백악관에 들어가기전까지는 그녀의 수입이 항상 남편보다 많았다. 이때 여러 투자로 재산을 불렸다. 후일 문제가 된 화이트워터 개발 회사의 부동산 벤처 사업에 투자하기도 하였으나 이는 좋지 않은 결말로 끝났다.
1980년 2월 27일 외동딸 첼시 클린턴을 낳았다. 힐러리는 임신 중에도 일을 그만두지 않았고, 첼시를 낳은 후에도 얼마 지나지 않아 업무에 복귀하는 등 맹렬 여성으로 활발히 일했다. 1980년 11월, 주지사 선거에서 남편은 패배하였다. 1982년, 남편은 다시 주지사 선거에 출마했고, 그 때 힐러리는 빌 클린턴의 부인으로서 성을 클린턴으로 고친다고 선언했다. 결혼 전 성을 고수하던 그녀의 모습이 유권자들에게 좋지 않게 보일 수 있는 점을 우려한 것이었다. 이때부터 미시즈 클린턴 또는 힐러리 클린턴이라는 이름으로 유권자들에게 많이 알려졌으며, 선거운동을 적극 지원하였고 남편은 선거에 당선되었다. 1983년 초, 다시 주지사에 취임한 남편은 대통령 선거에 당선되기 전까지 줄곧 주지사로 재직했다. 이 기간 중 힐러리 클린턴은 주지사의 부인이자 변호사로 아칸소 주의 유력 인사로 활발한 활동을 했다. 1982년부터 1992년까지는 아칸소 교육표준위원회의 회장을 맡아 활약했다. 1987년부터 1991년까지는 미국 변호사 협회의 여성회원 회장을 지냈으며 그동안 내셔널 로 저널에서 뽑은 미국에서 가장 영향력있는 변호사 100인중 한명으로 두 번이나 선출되었다. 그녀는 이 시기 동안 아칸소 주에 뿌리를 둔 TCBY와 월마트의 이사진을 지내기도 하였다.

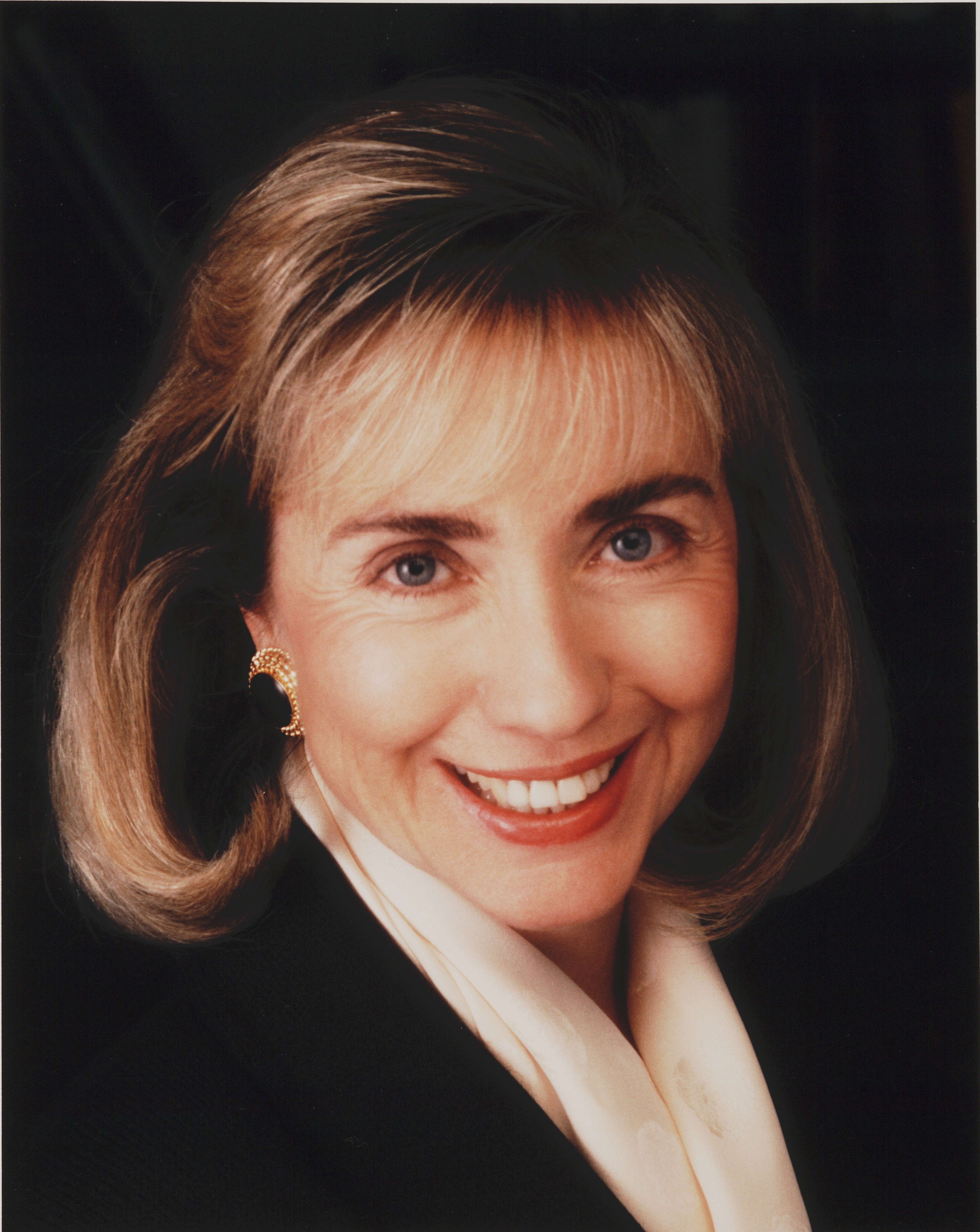
1992년의 힐러리 클린턴

## 대통령 영부인

### 실책

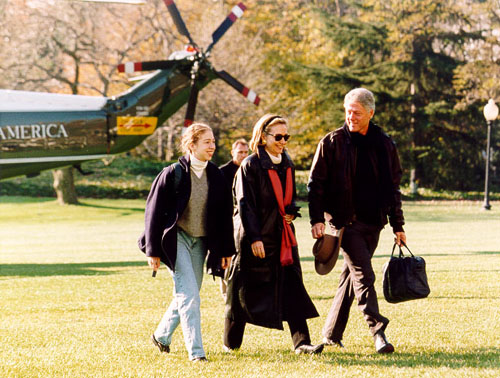
1993년 백악관에 도착하는 클린턴 가족

1992년 빌 클린턴이 민주당 대선 후보가 되었고 대통령에 당선되어 1993년 1월 집권을 시작하자 그녀는 미합중국의 퍼스트레이디가 되었다. 그녀는 최초의 석사학위 이상을 가진 퍼스트레이디이기도 하였다. 보통 동관에 사무실을 가지는 대신 그녀는 대통령 집무실이 있는 서관(West Wing)에 집무실을 가졌으며 이후 가장 영향력있는 퍼스트레이디가 되었다. 그러나 이러한 정책에 대한 영향력이 적절치 못하다는 비판을 들어야 했다.
1993년 클린턴 대통령은 그녀를 국민건강보험 개정을 위한 일을 맡겼다. 이에 따라 클린턴건강보험계획이라는 건의서를 만들었다. 이는 고용자가 피고용인의 건강보험을 보장하도록 하는 내용이 들어 있었다. 그러나 이 계획은 강력한 반대에 부딪혔으며 민주당이 다수당이었음에도 상하원에서 필요한 표를 얻지 못해 1994년 부결되었다. 이때 국민들의 힐러리에 대한 지지율은 50퍼센트 이상에서 1994년에는 44퍼센트로 그해 말에는 35퍼센트로 하락하였다.

### 르윈스키 추문과 탄핵
1998년 백악관 인턴이었던 모니카 르윈스키와 빌 클린턴 대통령과의 혼외정사에 대한 소문이 떠돌기 시작하였으며, 결국 클린턴의 탄핵에 이르기까지 사건이 번졌다. 힐러리는 이러한 소문에 대해 우익의 음모라고 일축하였고 아무런 잘못이 없음을 믿는다고 밝혔다. 하지만 이러한 의혹이 사실로 밝혀지자 빌 클린턴과 힐러리 사이의 결혼에 대한 위기설이 퍼졌다. 그러나 그녀는 그들의 결혼에 대한 믿음을 잃지 않았다고 밝혔다. 하지만 이후 자서전에서 결혼을 유지해야 하는가에 대한 의문을 품었으며 클린턴에게 매우 화났었다고 밝혔다. 대중은 그녀가 이러한 사건에서 보인 결단력과 힘에 대해 긍정적으로 평가했으며 그녀에 대한 국민 지지도는 이때 71%를 기록하였다. 힐러리는 2003년의 저서전에서 결혼을 유지하기로 한 이유에 대해서 "빌처럼 나를 웃게 만들고 이해하는 사람은 이제껏 없었습니다. 그 오랜 세월이 지났어도 그는 내가 만나본 사람 중에서 가장 흥미로우며 정열적이고 활발한 사람이었습니다."라고 하였다.

## 연방 상원의원

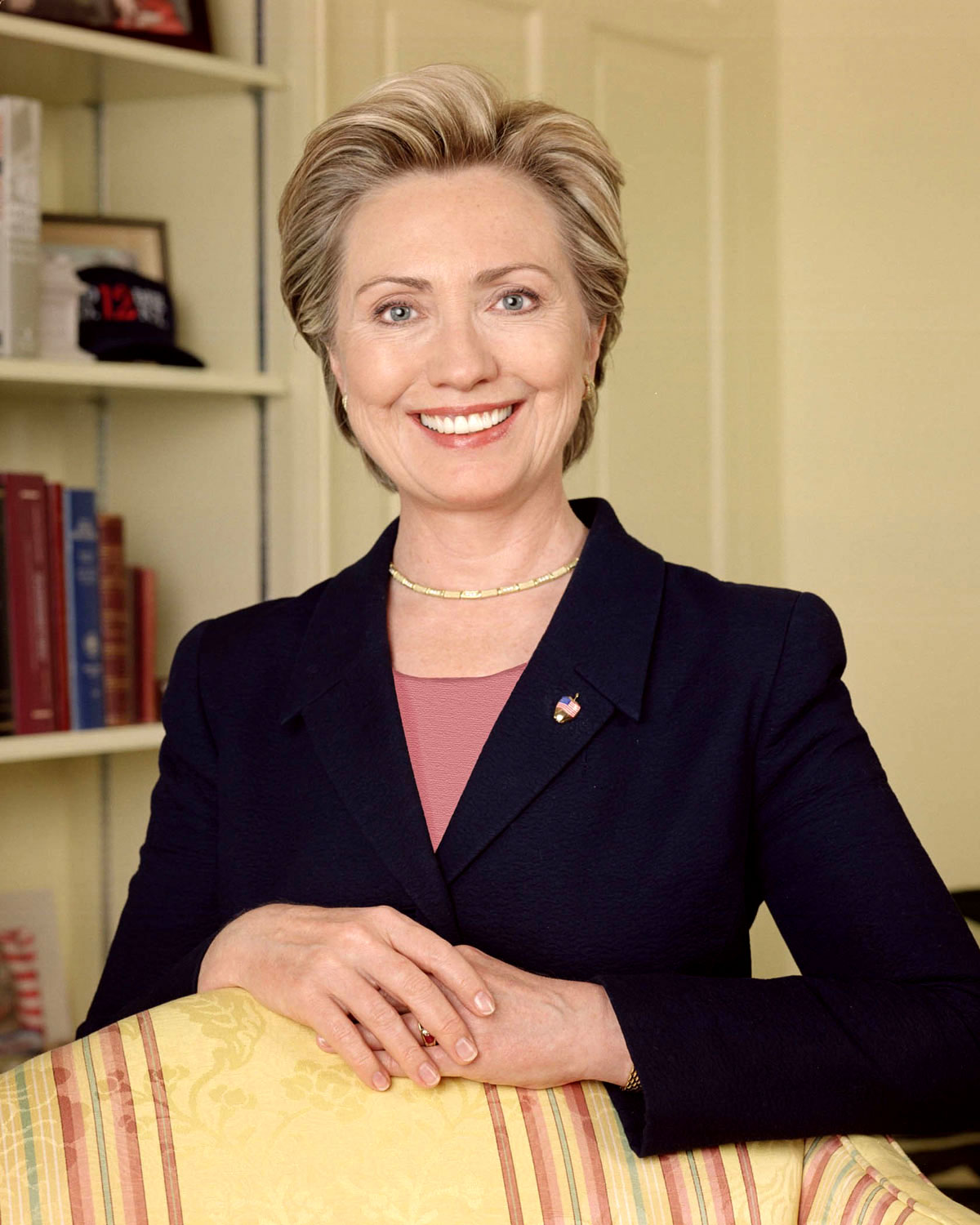
연방 상원의원으로서 공식 사진

### 2000년 연방 상원의원 선거
1998년 뉴욕의 상원의원 대니얼 모이니핸이 은퇴를 발표하였다. 민주당 인사들에 의해 이자리에 출마할 것을 권유 받은 힐러리는 1999년 9월 뉴욕 북쪽의 채퍼콰에 집을 사고 이주하였으며 상원의원 출마를 발표하였다. 그녀는 전립선암으로 인해 출마를 포기한 루돌프 줄리아니 대신 공화당의 릭 라지오와 대결하였다. 그녀의 상원의원 출마는 전국적 관심을 끌었으며 이때부터 차기 대권을 노리는 것이 아니냐는 예측을 낳았다. 2000년 11월 7일에 열린 선거에서 55퍼센트의 지지로 당선되었다.

### 상원 1기 (2001년 ~ 2006년)
상원의원으로서 활동을 시작한 힐러리는 예산위원회, 국방위원회, 환경과 공적사업위원화, 건강/교육/노동/연금 위원화와 노년층을 위한 특별위원회에서 활동하였다. 2001년 9월 11일 테러 참사 이후에는 복구를 위한 기금조성에 노력하였으며 214억 달러의 기금모집을 하는 데 일조하였다.
국방위원회의 상원위원으로서 힐러리는 아프가니스탄에서의 군사 작전을 지지하였으며 탈레반 정권에 억압받는 아프간 여성의 삶을 개선하는 데 이러한 테러와의 전쟁이 도움이 될 것이라고 말하였다. 또한 2002년 10월 이라크 전쟁에도 찬성표를 던졌다. 이는 이후 대선에서 논쟁거리가 되었다.

### 상원 2기
2006년에는 67퍼센트의 득표를 얻어 재선에 성공하였다. 2007년에는 이라크 파병 증파에 반대하였으며 조지 부시 대통령으로 하여금 철수 시한을 정하도록 하는 법에 찬성하였다. 그녀의 뉴욕 상원의원으로 재임하는 동안 지지율은 72퍼센트에서 74퍼센트 정도였으며 대선 출마를 발표할 때는 64퍼센트였다.

### 2008년 대선 출마

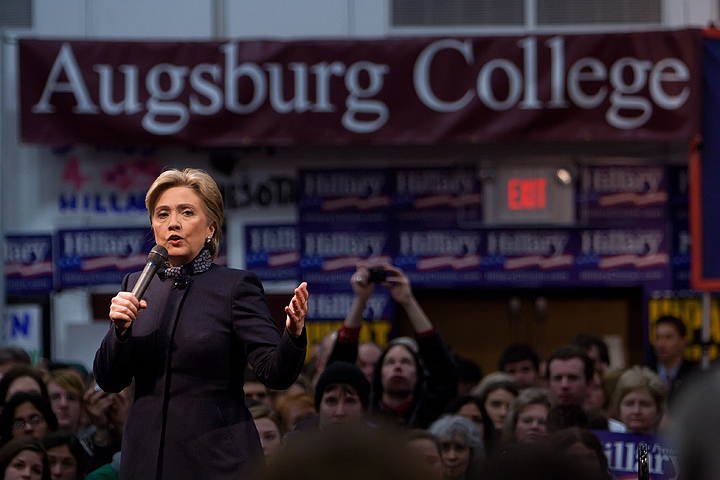
2008년 2월 3일의 힐러리 클린턴.

2007년 힐러리 클린턴은 타임스와 포브스가 뽑은 가장 영향력있는 100인의 인물로 뽑혔다. 2007년 1월 20일 그녀는 웹사이트의 동영상을 통해 대통령 선거에 입후보하는 것을 발표하였다. 아이오와주 예비선거에서는 패배하였으나 2008년 1월 8일에 열린 뉴햄프셔주 예비선거에서는 승리하였다. 경선기간동안의 선거예측으로는 만약 민주당 후보로 선출되면 공화당 후보를 이길 가능성이 높다고 나오고 있어 미합중국 최초의 여성 대통령이 될 가능성이 매우 높았으나, 2008년 6월 4일에 버락 오바마가 과반의 대의원을 확보함에 따라 민주당 대선 후보 경선에서 패했다.

## 국무장관

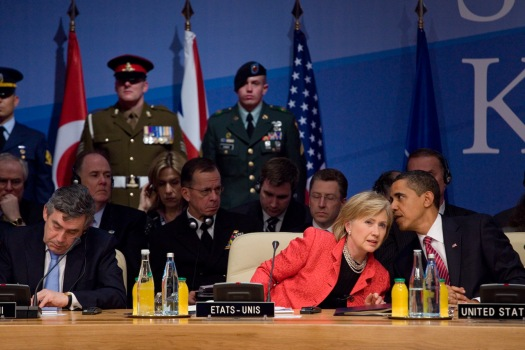
2009년 나토 정상 회의에서 오바마 대통령과 함께

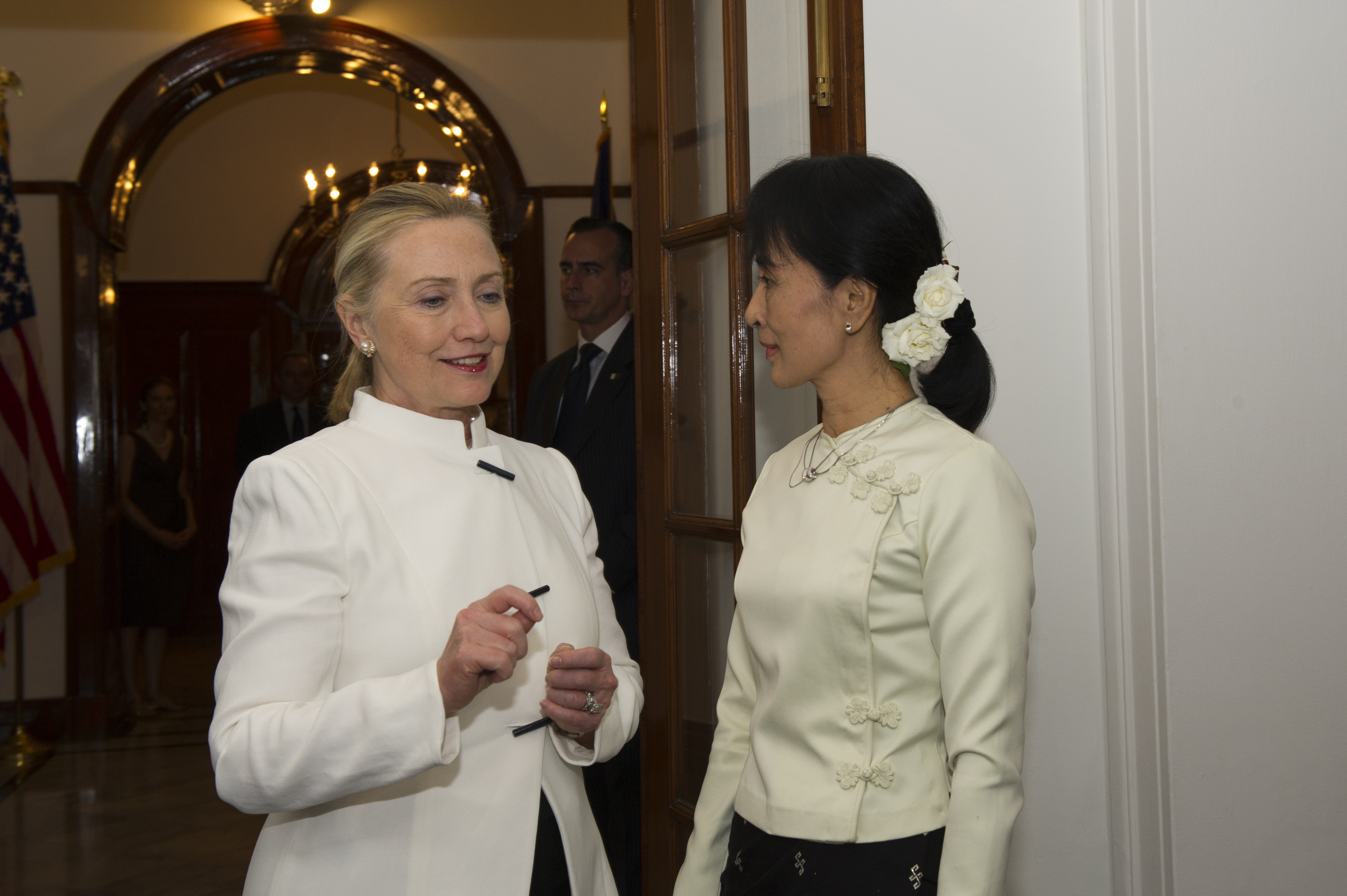
미얀마를 방문하여 아웅산수찌를 만난 힐러리 클린턴 국무장관

민주당의 대통령 선거 압승 직후인 11월 21일, 오바마 당선인은 국민통합과 뛰어난 국정수행 능력을 높이 평가하여, 지난날의 경선 경쟁 후보였던 그를 새 정부의 국무장관으로 지명하였다. 2009년 1월 13일, 미국 상원의 장관직 후보자 인사청문위원회 심사를 16-1의 표차로 통과하였다. 이날 청문회에서, 그는 현재 인준절차가 진행 중인 대한민국과의 자유무역협정의 재협상의 필요성을 언급하였다. 이에 따라 그는 2009년 1월 21일에 공식 취임하였다. 미국에서는 국회의원직과 장관직의 겸임이 금지되어 있으므로, 그는 취임과 동시에 뉴욕주의 미국 연방 상원의원 직을 자동 반납하게 되며, 데이비드 패터슨 뉴욕 주지사가 그의 후임자를 물색하여, 커스틴 질러브랜드 하원의원을 지명하였다. 질러브랜드는 1월 27일 클린턴의 후임으로 상원의원직에 취임하였다.
국무장관으로서 그녀는 세계를 안정시키고 8년간의 부시 행정부의 외교 정책에 의하여 나쁘게 침식된 후 세계에서 미국의 지도력을 복구하는 데 싸웠다.
그녀의 재직 기관은 이란에 대항하는 정책에 강력한 세계적인 제재의 건설로부터 의미있는 성취를 이루었으며, 이스라엘을 보호하는 데 가자 지구에서 휴전을 중개하고, 오사마 빈 라덴을 비롯한 인물들에 대항하는 급습에서 오바마 대통령을 지지하였다.
하지만 힐러리 클린턴이 대선출마를 선언한 후 그녀가 국무장관 재임 시기에 그녀의 개인 이메일 서버를 이용하여 업무를 처리 했다는 사실이 알려져 논란이 되기도 했다.

## 2016년 대선 출마

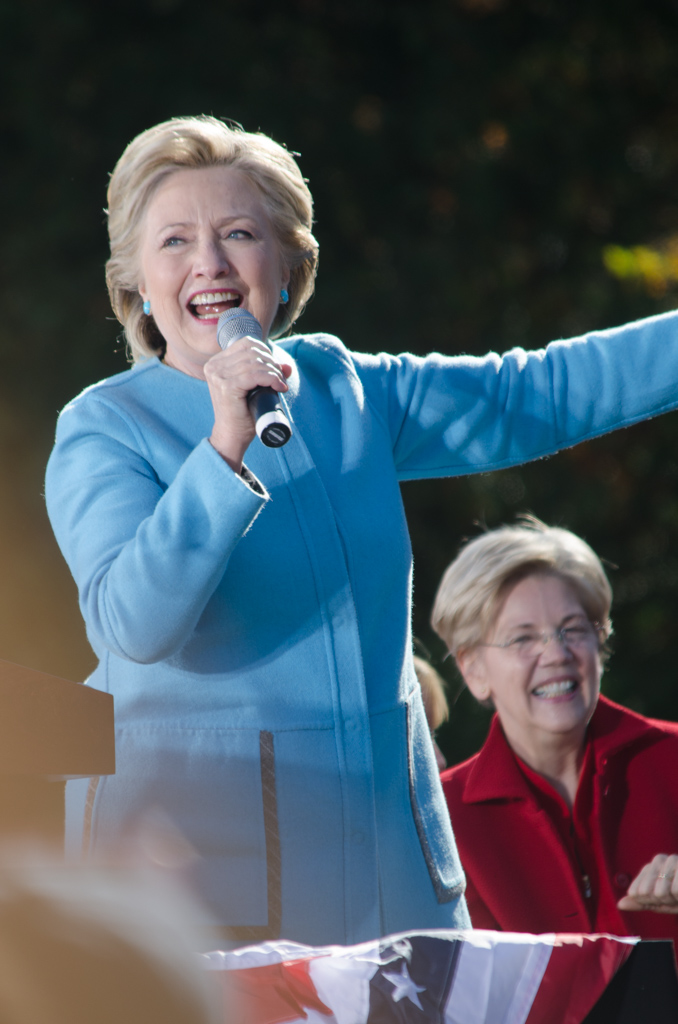
2016년 뉴햄프셔주 맨체스터에서 대선 운동을 벌이는 힐러리 클린턴

힐러리 클린턴과 도널드 트럼프 사이의 2016년 미국 대통령 선거 결과를 보여주는 지도

2015년 4월 13일 2016년 대선을 위한 민주당 경선 출마를 공식 선언했다.
4월 25일엔 백악관 출입기자들이 꼽는 가장 유력한 차기 대통령으로 선정되기도 했다.
2016년 2월 2일 아이오와 코커스에서 힐러리는 (49.9%)로 버니 샌더스(49.6%)를 0.3%차로 어렵게 승리했다.
힐러리 클린턴은 2016년 7월 26일 필라델피아에서 열린 민주당 전당대회에서 공식적으로 민주당 대통령 후보에 올라, 여성으로서 최초로 미국 주요 정당의 대선 후보가 되었다.
2016년 11월 8일 치러진 대통령 선거에서 유권자 총 득표수는 48.2%를 얻으며 1위를 했지만, 선거인단 수에서 공화당 후보 도널드 트럼프에 밀려 낙선하였다.

### 이메일 스캔들

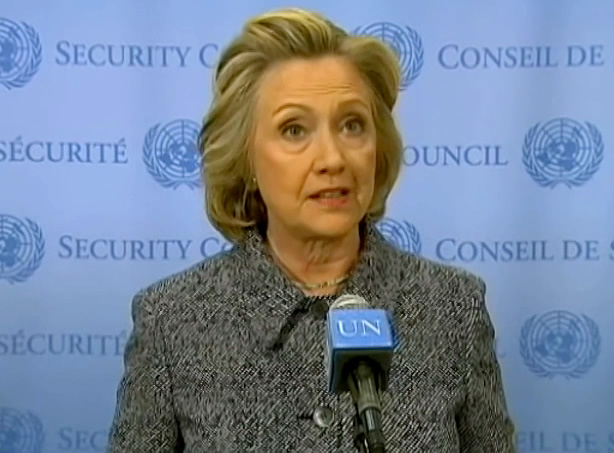
2015년 3월 10일 유엔 본부에서 자신의 이메일 논쟁을 연설하는 힐러리 클린턴

2015년 3월 힐러리 클린턴이 국무장관으로 재직하던 시절에 사적 이메일을 공적인 일에 사용했다는 것이 국무부 감찰관에 의해서 밝혀졌다. 전문가들과 상,하원의원들은 힐러리가 사적으로 사용한 메일 전송 에이전트와 서버가 미국 연방법과 기록 관리 규정, 국무부 규정 등을 어겼다고 주장했다. 이러한 주장은 2016년 대선에서 힐러리 진영에 악영향을 미쳤으며, 힐러리가 벵가지 스캔들의 방조에 책임이 있다는 주장이 나오게했다.
힐러리는 국무장관을 그만두면서, 관련법령상, 개인 이메일을 모두 출력해 사무실에 보관하거나, 국무부에 모든 이메일을 제출해야만 했다. 그래서 2014년 12월 미국 국무부에 3만개의 이메일을 제출했다. 국무부 업무용이 아니라 개인용 이메일이라면서 이메일 33,000개는 삭제했다.
2016년 8월 22일 FBI는 클린턴의 사설 이메일 서버에서 국무장관 재직 시절 주고받은 이메일 14,900개를 추가로 발견했다. 모든 국무부 업무용 이메일을 국무장관 퇴직 후 모두 국무부로 보냈다는 말이 거짓말로 드러났다.
힐러리의 수양딸이라고 불리는 최측근 보좌관인 후마 애버딘의 전 남편 앤서니 위너의 노트북에서 65만개의 이메일이 발견되었는데, 상당수가 힐러리와 애버딘 간의 이메일이어서, FBI가 대선을 불과 10일 앞두고서, 이메일 스캔들의 재수사에 착수했다. 2016년 10월 30일, 대선을 불과 8일 앞두고서, FBI는 앤서니 위너 전 뉴욕주 하원의원 소유 노트북에서 발견된 관련 이메일에 대한 연방법원의 수색영장을 확보했다. 그러나 힐러리와 관련된 이메일도 수 천건 이상이라서 대선전에 수사가 종료되기는 힘들다고 한다.

## 같이 보기
- 빌 클린턴
- 도널드 트럼프
- 버락 오바마
- 버니 샌더스

## 역대 선거 결과
| 선거명      | 직책명                | 대수  | 정당   | 득표율 | 득표수 (선거인단)    | 결과 | 당락                 |
| ----------- | --------------------- | ----- | ------ | ------ | -------------------- | ---- | -------------------- |
| 2000년 선거 | 상원의원 (뉴욕 제1부) | 107대 | 민주당 | 55.27% | 3,747,310표          | 1위  | 뉴욕주 상원의원 당선 |
| 2006년 선거 | 상원의원 (뉴욕 제1부) | 110대 | 민주당 | 67.00% | 3,008,428표          | 1위  | 뉴욕주 상원의원 당선 |
| 2016년 선거 | 미국의 대통령         | 46대  | 민주당 | 48.18% | 65,853,516표 (227명) | 2위  | 낙선                 |